# Leonard Carpenter
Leonard Griswold Carpenter (* 28. Juli 1902 in Minneapolis; † 15. Mai 1994 ebenda) war ein US-amerikanischer Ruderer.
Der 1,87 m große Carpenter gehörte in seinen vier Jahren an der Yale University durchgängig zur Ruderauswahl. Kurz nach seinem Examen reiste er als Bugmann mit dem Yale-Achter zu den Olympischen Spielen 1924 in Paris. Im zweiten Vorlauf gewann die Crew vor den Booten aus Kanada und aus den Niederlanden. Im Finale traten als Vorlaufsieger neben den US-Amerikanern die Briten und die Italiener an, hinzu kamen die Kanadier als Sieger des Hoffnungslaufs. Im Ziel des Endlaufs hatten die US-Amerikaner wie im Vorlauf über 15 Sekunden Vorsprung auf die Kanadier, die Bronzemedaille erhielten die Italiener.
Nach seinem Studium kehrte Carpenter nach Minnesota zurück und arbeitete dort in der Holzindustrie.